# My Village People
My Village People es una película nigeriana de suspenso y comedia de 2021 escrita por Bovi Ugboma y dirigida por Niyi Akinmolayan. Está protagonizada por Bovi, Nkem Owoh, Amaechi Muonagor y Charles Inojie. Se estrenó en los cines Filmhouse en Lagos el 6 de junio de 2021 y en cines el 11 de junio.

## Sinopsis
Prince es un joven cuya debilidad por las mujeres, como era de esperarse, lo mete en problemas. Ahora, se encuentra atrapado en un extraño triángulo amoroso.

## Elenco
- Bovi como Prince
- Nkem Owoh
- Amaechi Muonagor
- Charles Inojie
- Rachel Oniga
- Binta Ayo Mogaji
- Ada Ameh
- Sophie Alakija
- Venita Akpofure
- Zubby Michael
- Teresa Edem

## Producción
Fue producida en colaboración con Kountry Kulture Network, FilmOne Entertainment y TMPL Motion Pictures. El rodaje comenzó en enero de 2021 y  el primer póster se publicó en abril de 2021.

## Controversia
A pesar del éxito de taquilla, Bovi, guionista y protagonista de la película, lanzó varias críticas al director, Niyi Akinmolayan. También expresó su descontento por trabajar con Akinmolayan en una publicación en las redes sociales el 3 de julio de 2021, casi un mes después del estreno.